# Ross Partridge
Ross Whitman Partridge (Kingston, 26 febbraio 1968) è un attore, regista, sceneggiatore e produttore cinematografico statunitense.

## Biografia
Ross Partridge è nato il 26 febbraio 1968, a Kingston. Dopo aver terminato il liceo, ha frequentato l'Università della California, a Santa Cruz. Inizia a recitare nel 1991, nella serie Flash. Ottiene grande successo nel 2016, grazie alla serie di Netflix, Stranger Things, nella quale Partridge interpreta Lonnie Byers.
Nel maggio del 2016, ha sposato l'attrice Jennifer Lafleur, dopo 10 anni di fidanzamento.

## Filmografia

### Attore

#### Cinema
- Poliziotto in blue jeans (Kuffs), regia di Bruce A. Evans (1992)
- Il mondo perduto - Jurassic Park (The Lost World: Jurassic Park), regia di Steven Spielberg (1997)
- Indiziata di omicidio (Black and White), regia di Yuri Zeltser (1999)
- Baghead, regia di Jay Duplass e Mark Duplass (2008)
- Che la fine abbia inizio (Prom Night), regia di Nelson McCormick (2008)
- Solo per una notte (The Freebie), regia di Katie Aselton (2010)
- Feed the Fish, regia di Michael Matzdorff (2010)
- The Lake Effect, regia di Tara Miele (2010)
- The Off Hours, regia di Megan Griffiths (2011)
- Treatment, regia di Sean Nelson e Steven Schardt (2011)
- Low Fidelty, regia di Devon Gummersall (2011)
- The Playback Singer, regia di Suju Vijayan (2013)
- Cold Turkey, regia di Will Slocombe (2013)
- Mutual Friends, regia di Matthew Watts (2013)
- Siren, regia di Jesse Peyronel (2013)
- The Midnight Swim, regia di Sarah Adina Smith (2014)
- Lamb, regia di Ross Partridge (2015)
- Hangman, regia di Adam Mason (2015)
- The Middle Distance, regia di Patrick Underwood (2015)
- Il segreto dei suoi occhi (Secret in Their Eyes), regia di Billy Ray (2015)
- The Wedding Murders, regia di Bashar Shbib (2016)
- The White King, regia di Alex Helfrecht e Jörg Tittel (2016)
- Six LA Love Stories, regia di Michael Dunaway (2016)
- Buster's Mal Heart, regia di Sarah Adina Smith (2016)
- Il castello di vetro (The Glass Castle), regia di Destin Daniel Cretton (2017)
- 6 Dynamic Laws for Success (in Life, Love & Money), regia di Gregory Bayne (2017)
- Stray, regia di Joe Sill (2019)
- Ravage - La caccia è aperta (Swing Low), regia di Teddy Grennan (2019)
- Panama Papers (The Laundromat), regia di Steven Soderbergh (2019)
- The Marcus Garvey Story, regia di Steven Anderson (2019)
- L'ora del crepuscolo (The Evening Hour), regia di Braden King (2020)
- L'assistente della star (The High Note), regia di Nisha Ganatra (2020)
- Fully Realized Humans, regia di Joshua Leonard (2020)
- Don't Look Up, regia di Adam McKay (2021)
- Phobias, regia di Camilla Belle, Mariette Lee Go, Joe Sill, Jess Varley e Chris von Hoffmann (2021)
- The Drop, regia di Sarah Adina Smith (2022)
- Polara, regia di Chaysen Beacham (2024)

#### Televisione
- Flash (The Flash) - serie TV, episodio 1x20 (1991)
- In viaggio nel tempo (Quantum Leap) - serie TV, episodio 4x18 (1992)
- In Living Color - serie TV, episodio 4x07 (1992)
- Un detective in corsia (Diagnosis Murder) - serie TV, episodio 3x09 (1996)
- Maybe This Time - serie TV, episodio 1x18 (1996)
- Hudson Street - serie TV, episodio 1x21 (1996)
- The Net - serie TV, episodio 1x08 (1998)
- Law & Order - I due volti della giustizia (Law & Order) - serie TV, episodio 11x16 (2001)
- CSI - Scena del crimine (CSI: Crime Investigation) - serie TV, episodio 4x16 (2004)
- NYPD - New York Police Department (NYPD Blue) - serie TV, episodio 12x04 (2004)
- Così gira il mondo (As the World Turns) - serie TV, 4 episodi (2007)
- How to Make It in America - serie TV, 3 episodi (2011)
- The Mentalist - serie TV, episodio 7x06 (2015)
- Battle Creek - serie TV, episodio 1x11 (2015)
- Stranger Things - serie TV, 4 episodi (2016)
- Billions - serie TV, 3 episodi (2017)
- Room 104 - serie TV, episodio 1x01 (2017)
- Insecure - serie TV, 2 episodi (2017)
- 9-1-1 - serie TV, episodio 1x03 (2018)
- Casual - serie TV, episodio 4x08 (2018)
- Ballers - serie TV, episodio 4x05 (2018)
- Blindspot - serie TV, episodio 4x04 (2018)
- Adam il rompiscatole (Adam Ruins Everything) - serie TV, episodio 3x02 (2019)
- Pandemic Players - serie TV, episodio 1x01 (2020)
- The Rookie - serie TV, episodio 4x10 (2022)
- The Blacklist - serie TV, 2 episodi (2022)
- Daisy Jones & The Six - miniserie TV, 4 episodi (2023)
- L'ultima cosa che mi ha detto (The Last Thing He Told Me) - miniserie TV, episodio 1x02 (2023)
- CSI: Vegas - serie TV, episodio 2x20 (2023)
- Barry - serie TV, episodio 4x08 (2023)

### Regista

#### Cinema
- Crimini sul fiume Hudson (Interstate 84) (2000)
- Lamb (2015)

#### Televisione
- Wedlock - serie TV, 10 episodi (2014)
- Room 104 - serie TV, 4 episodi (2017-2020)

### Sceneggiatore

#### Cinema
- Crimini sul fiume Hudson (Interstate 84), regia di Ross Partridge (2000)
- Mutual Friends, regia di Matthew Watts (2013)
- Lamb, regia di Ross Partridge (2015)
- The Good Neighbor, regia di Stephan Rick (2022)

#### Televisione
- Room 104 - serie TV, 3 episodi (2017)

### Produttore

#### Cinema
- Lamb, regia di Ross Partridge (2015)
- The Good Neighbor, regia di Stephan Rick (2022)

#### Televisione
- Room 104 - serie TV, 13 episodi (2017-2019)

## Doppiatori italiani
Nelle versioni in italiano delle opere in cui ha recitato, Ross Partridge è stato doppiato da:
- Francesco Prando in Room 104
- Christian Iansante ne Il segreto dei suoi occhi
- Roberto Certomà in The Mentalist
- Davide Marzi in Stranger Things
- Fabio Gervasi ne L’ora del crepuscolo
- Raffaele Palmieri in 9-1-1
- Oliviero Cappellini in The Rookie
- Stefano Alessandroni in CSI: Vegas